# The Uncensored Library
The Uncensored Library (en español: La biblioteca sin censura) es un proyecto desarrollado por Reporteros sin fronteras con la intención de superar la censura periodística en países que no gozan de libertad de expresión plena. El proyecto consiste en un servidor de Minecraft creado por BlockWorks, DDB Berlin y MediaMonks en el cual se exhiben reportajes censurados de diversos países del mundo en una estructura con forma de biblioteca. En su interior existen cinco salas dedicadas cada una a un país en específico: Arabia Saudita, Egipto, México, Rusia y Vietnam. The Uncensored Library fue publicada el 12 de marzo de 2020, fecha en que se celebra el día mundial contra la censura en internet. Las dos formas de acceder a la biblioteca son descargar un mapa del sitio web oficial o conectarse a su servidor de Minecraft.

## Diseño
La biblioteca es un proyecto a gran escala construido con un estilo arquitectónico neoclásico. Tiene la intención de parecerse a instituciones bien establecidas como la Biblioteca Pública de Nueva York, así como aludir estilísticamente a las estructuras autoritarias que el proyecto pretende subvertir. La biblioteca utiliza más de 12,5 millones de bloques de Minecraft.

## Formato
Cada uno de los cinco países cubiertos por la biblioteca, así como Reporteros sin Fronteras, tiene un ala individual, que contiene varios artículos, disponibles en inglés y en el idioma original en el que se escribió el artículo. Los textos dentro de la biblioteca están contenidos en libros dentro del juego, que se pueden abrir y colocar en soportes para que varios jugadores los lean a la vez. Estos artículos generalmente discuten la censura, el castigo injusto y otras críticas al gobierno del escritor. La arquitectura interior de la sala de cada país simboliza la situación y los desafíos periodísticos únicos de cada país. Además, la biblioteca contiene una sala central que enumera el Índice de libertad de prensa y el estado actual de la libertad de prensa de todos los países cubiertos por el índice, y la sección mexicana contiene memoriales para los reporteros que fueron asesinados por sus escritos. En total, la biblioteca contiene más de 200 libros diferentes.

## Truth Hegemony
La canción «Truth Hegemony» que aparece en el video promocional oficial de la biblioteca fue escrita por Lucas Mayer e interpretada por The Client Said No.

## Recepción
Después del lanzamiento, el proyecto se volvió viral en las plataformas de redes sociales y ha aparecido en varios medios de comunicación como la BBC, DW News, CNBC, CNN, TechCrunch, The Verge, Gizmodo, Engadget, Mashable, y PC Gamer.